# Carl Swartz (diplomat)
Carl Petter Eriksson (Eson) Swartz, född 4 december 1920 i Hedvig Eleonora församling, Stockholm, död 5 mars 2008 i Oscars församling, var en svensk diplomat.

## Biografi
Swartz avlade juris kandidatexamen vid Stockholms högskola 1944 och blev attaché vid Utrikesdepartementet (UD) 1945. Han var vicekonsul i Bombay 1945-1948, attaché vid UD 1948-1949, ambassadsekreterare vid OEEC-delegationen i Paris 1949-1954, andre sekreterare vid UD 1954-1955 och förste sekreterare 1955-1959. Swartz var handelsråd i Bonn 1959-1963, utrikesråd och biträdande chef för handelsavdelningen vid UD 1964 och försattes i disponibilitet 1964. Han var direktör vid Deutsche Union-Bank i Frankfurt 1965, tjänstgjorde vid UD 1966, var sändebud i Lagos 1966-1969 och utrikesråd vid UD:s förhandlingsgrupp 1969-1972. Han var därefter sändebud i Mexico City 1972-1980, Köpenhamn 1980-1981, i disponibilitet 1981, chef för SEB:s representantkontor i Mexico City 1981-1987 och särskild rådgivare vid SEB i Stockholm.
Swartz var sekreterare vid handelsförhandlingar med olika länder 1948-1949, ordförande i OEEC:s atomhandelskommitté 1957-1960, ordförande i EFTA:s kommitté för ursprungs- och handelsfrågor 1959-1960, ledamot i exportfrämjandeutredningen 1969-1972 och nationskommittén för FN:s miljövårdskonferens 1969-1972. Han var styrelseordförande i Fläkt de Mexico 1983-1992, styrelseledamot av Atlas Copco Mexicana från 1982, Asea SA de CV 1982-1987, ABB SA de CV 1987-1992, ASSAB de Mexico 1982-1986 och Axel Johnsson de Mexico från 1982.
Swartz var son till Erik Swartz och Märta Frisk. Han var gift första gången 1949-1956 med Jocelyn Marshall (född 1928), dotter till direktören Clifford Marshall och Clarice Stille. Swartz gifte sig andra gången 1957 med friherrinnan Ulla Silfverschiöld (född 1932), dotter till friherren Carl Otto Silfverschiöld och Madeleine Bennich. Med sina båda hustrur hade han fem barn.